# جبورندي ريشي الأوراق
جابورندي الريو، جابورندي الباراغواي، بيلوكاربوس ريشي الورق  ( الإسم العلمي: Paraguay jaborandi/Pilocarpus pennatifolius)، هو نوع نباتي ينتمي إلى جنس المَلْبُودَة من فصيلة السذابيات. إسم جابورندي هو تسمية شائعة في البرازيل تطلق على نباتات مختلفة من حيث الطبيعة البوتانيكية و الخصائص الطبية .

## الصفات
البِيلُوقَرْبُوس جنس شجيرات، أوراقه معنقة و مفردة التقطيع الريشي بشكل عام، جامدة النصل و منقطة، أزهارها خضراء اللون أو أرجوانية ، عنقودية التجميع، الأنواع المستعملة منها هي : جابورندي برنمبوكو، جابورندي الريو و جابورندي مارنهام.
الجابورندي الريشي الورق يمتلك صفات الجابورندي برنمبوكو  بصفة العامة، لكنه أقل غنى منه بالقلويدات. أوراقه مستعرضة الشكل بدلا من أن تكون قلبية القاعدة في النوع الأول.

## الخصائص
يعد الجابورندي الريشي الورق أحد أنواع البِيلُوقَرْبُوس المهم لأنه ينتج قلويدا مهما هو البيلوقربيين الذي اكتشفه جيرالد و هاردي. إضافة إلى ذلك فأوراقه تحتوي  على:
- زيت دهني 0,5 إلى 1 ٪
- عفص
- إيزوبيلوقريبين
- كارلين
- بيلوقاربدين
- حامض جابوريك

## معرض الصور

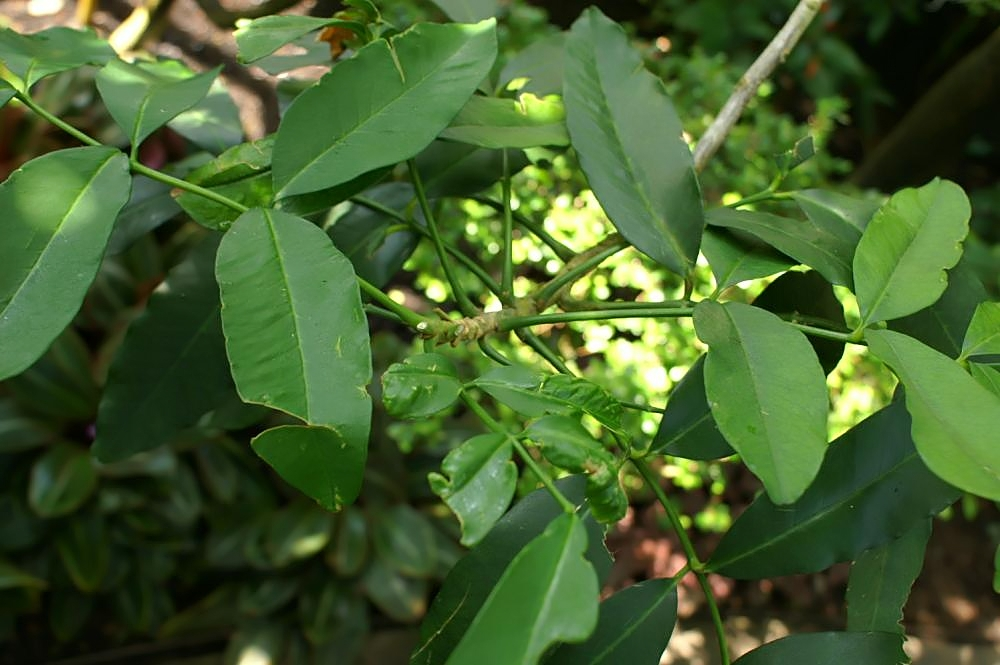
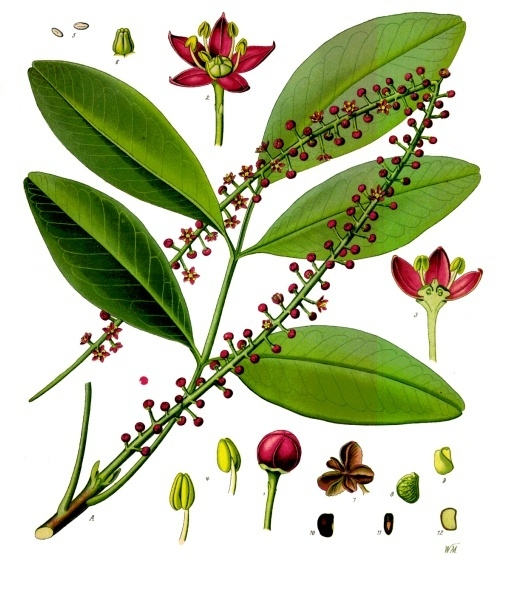
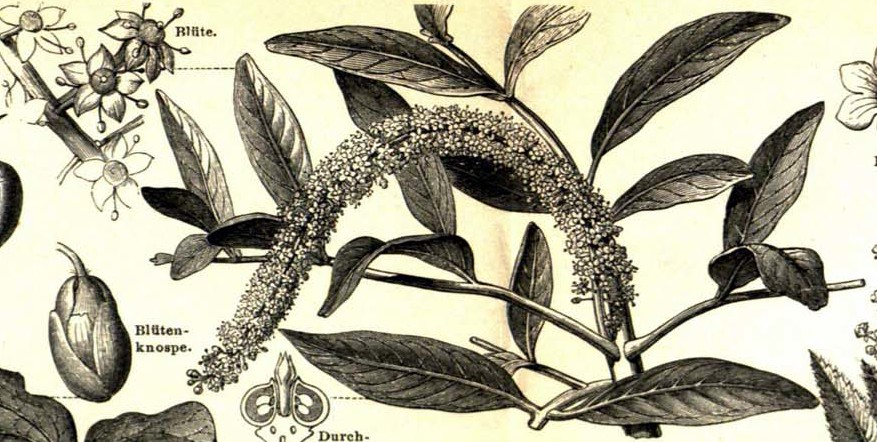

## الموطن
البرازيل و البارغواي

## الاستعمال الطبي
- كريب
- برونشيت حاد
- جناب
- التهاب الكلية المزمن
- الروماتيزم والنقرس[2]

## أنظر أيضا
- جابورندي برنمبوكو